# Evelyn Boyd Granville
Evelyn Boyd Granville (Washington, D.C., 1 de maio de 1924 - 27 de junho de 2023) foi uma matemática e professora norte-americana. Foi a segunda mulher negra a receber o doutorado em Matemática nos Estados Unidos, na Universidade Yale, sendo que a primeira foi Euphemia Haynes, em 1943.
Começou a trabalhar para a IBM em 1956, criando para a NASA os softwares dos projetos espaciais Vanguard e Mercury. Professora durante 30 anos, desde 1967, encorajou alunos ao estudo da matemática, antes de se aposentar das salas de aula.

## Vida pessoal
Filha de pais separados ainda muito jovem, Boyd e sua irmã mais nova foram criadas pela mãe e pela tia, ambas trabalhavam para o Departamento de Gravação e Impressão do governo norte-americano. Evelyn era a oradora oficial de sua turma na Dunbar High School, que naquela época era uma escola segregada, mas academicamente competitiva para estudantes negros em Washington.
Com a ajuda financeira da tia e, posteriormente, com uma bolsa de estudos parcial da congregação Phi Delta Kappa, uma irmandade nacional para mulheres negras, ela entrou no Smith College, Washington D.C., em 1941. Tirava notas altas em física e matemática, tendo também grande interesse em astronomia. Foi eleita presidente da Phi Delta Kappa e pela Sigma Xi e se graduou com notas máximas. Encorajada por uma bolsa de estudos do programa de auxílio aos alunos do Smith College, ela se candidatou a programas de graduação e foi aceita na Universidade Yale e Universidade de Michigan, tendo escolhido Yale devido ao auxílio financeiro que eles ofereciam. 
Evelyn recebeu apoio financeiro da Comissão de Energia Atômica dos Estados Unidos, o que garantiu sua permanência na universidade para concluir o doutorado com o prof. Dr. Einar Hille, com a tese "On Laguerre Series in the Complex Domain". Permaneceu na Universidade de Nova York para concluir o pós-doutorado no Instituto de Ciências e Matemática.

## Carreira
Em 1950, tornou-se professora da Universidade Fisk, em Nashville, no Tennessee, onde os cargos mais altos eram inalcançáveis para mulheres negras. Dois de seus estudantes, Vivienne Malone-Mayes e Etta Zuber Falconer, inspirados por Evelyn, também conseguiram seus doutorados em matemática. 
Entre 1952 e 1967, Evelyn saiu das salas de aula, retornado para Washington D.C., onde aceitou um cargo nos Laboratórios Diamond Ordnance Fuze. Em 1956 ela foi para a IBM, como programadora, onde entrou em contato com o IBM 640 e com a linguagem SOAP, mudando-se para Nova York em 1957. Evelyn achava a computação especialmente desafiadora, por envolver o pensamento lógico e resolução de problemas, onde desenvolveu vários softwares para o IBM 650.
Depois de se casar em 1960, ela trabalhou para os laboratórios de tecnologias espaciais do governo norte-americano e, depois, em 1962, para o programa norte-americano de aviação espacial e sistemas de informação, onde trabalhou em diversos projetos do Programa Apollo, incluindo os de mecânica celestial, comutação de trajetória e técnicas digitais de computação. Trabalhou também no Projeto Vanguard e no Projeto Mercury, pesquisando métodos de computação orbital.
Com a reestruturação da IBM e depois de seu divórcio em 1967, Evelyn foi obrigada a se mudar. Assim, ela aceitou um cargo na Universidade da Califórnia de professora titular do departamento de matemática, onde ensinou programação e análise numérica. Depois de se aposentar em 1984, ela ensinou no Texas College em Tyler por quatro anos, juntando-se ao departamento de matemática da Universidade do Texas em 1990, trabalhando em programas para melhorar o ensino de matemática nas escolas básicas do estado.

## Prêmios e honrarias
Evelyn recebeu um doutoramento honorário Smith College em 1989, o primeiro dado por uma associação americana à uma matemática negra. Foi apontada para a cadeira Sam A. Lindsey Chair da Universidade do Texas em Tyler (1990-1991). Em 1999 foi inserida no hall de cientistas negras da Academia Nacional de Ciências dos Estados Unidos.